# Clastobryophilum
Clastobryophilum là một chi rêu trong họ Sematophyllaceae.